# Driadi

La Driade di Evelyn De Morgan

Le driadi o adriade (in greco antico: Δρυάς, Dryàs) sono figure della mitologia greca.
In origine le driadi erano propriamente le ninfe dei faggi, come rivela il loro nome (dryas, faggio) anche se in seguito il termine è stato utilizzato per indicare tutte le ninfe degli alberi in generale.
Le driadi erano ninfe che vivevano nei boschi e ne incarnavano la forza e il rigoglio vegetativo. A differenza delle amadriadi, non facevano corpo con gli alberi, né morivano con essi, ma potevano muoversi liberamente, danzare e unirsi anche con semplici mortali. Venivano raffigurate come belle e giovani donne, con la parte inferiore della persona terminante in una sorta di arabesco che imitava un tronco d'albero: erano delle piante, dunque, solo in parte. La parte superiore evidenziava invece una certa bellezza e solarità. Il loro corpo poteva essere parzialmente ricoperto da sottili vesti, ma il più delle volte preferivano rimanere completamente nude.

## In letteratura
(Iacopo Sannazaro, Arcadia)
(Oscar Wilde, Il Ritratto di Dorian Gray)
(Carlo Emilio Gadda, La cognizione del dolore)

## Altre entità arboree
Le ninfe del frassino sono state differenziate col nome di Meliadi, mentre le ninfe associate al melo erano le Epimelidi; quelle a protezione del noce era indicate inizialmente come "Cariatidi" (da cui prese nome l'elemento architettonico della cariatide, la scultura utilizzata come colonna che rappresenta una figura femminile).

## Nomi
Alcuni nomi conosciuti di singole driadi sono:
- Atlanteia e Phoebe, due delle molte mogli e concubine di Danao[2]
- Caissa - ninfa degli alberi, poi diventata la dea protettrice del gioco degli scacchi.
- Chrysopeleia[3]
- Driope[4][5]
- Erato (driade) - sacerdotessa e profetessa del dio Pan[6]

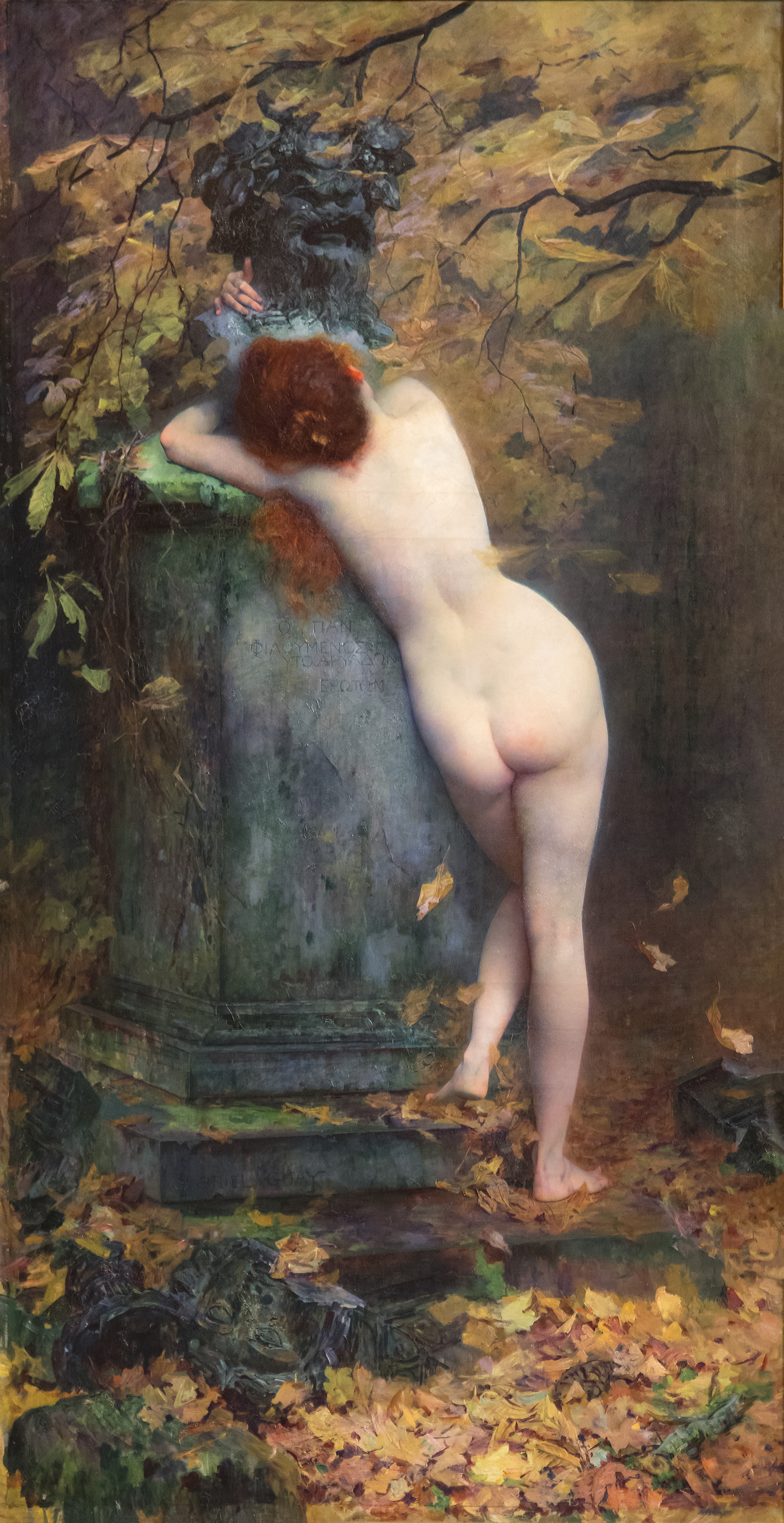
La Dernière dryade di Gabriel Guay

- Euridice (ninfa), l'amata del cantore Orfeo
- Phigalia[7]
- Pitis[8][9]
- Tithorea[10]

## Curiosità
- A Milano, intorno al 1885, nel Parco di divertimento Tivoli a Porta Tenaglia, si potevano ammirare, per 10 centesimi di lira, le "Adriade viventi dell'Equatore" (probabilmente ragazze deformi sfruttate dai proprietari come scherzi di natura, confidando nell'ignoranza della popolazione dell'epoca)[11].
- Nel Terzo movimento della sua Terza Sinfonia, il compositore tedesco Joachim Raff descrive le Driadi mentre danzano.
- Nel balletto Don Chisciotte di Marius Petipa (1869) la scena del sogno di Don Chisciotte si svolge in un giardino magico alla presenza delle Driadi.